# Событие года по версии журнала «Ринг»
Событие года по версии журнала The Ring (англ. Ring Magazine Fight of the Year) — награда, присуждаемая событиям в боксе, которые были наиболее примечательными, по мнению журнала «Ринг».
Награда присуждается с 1993 года и по сей день, главным героям мира.

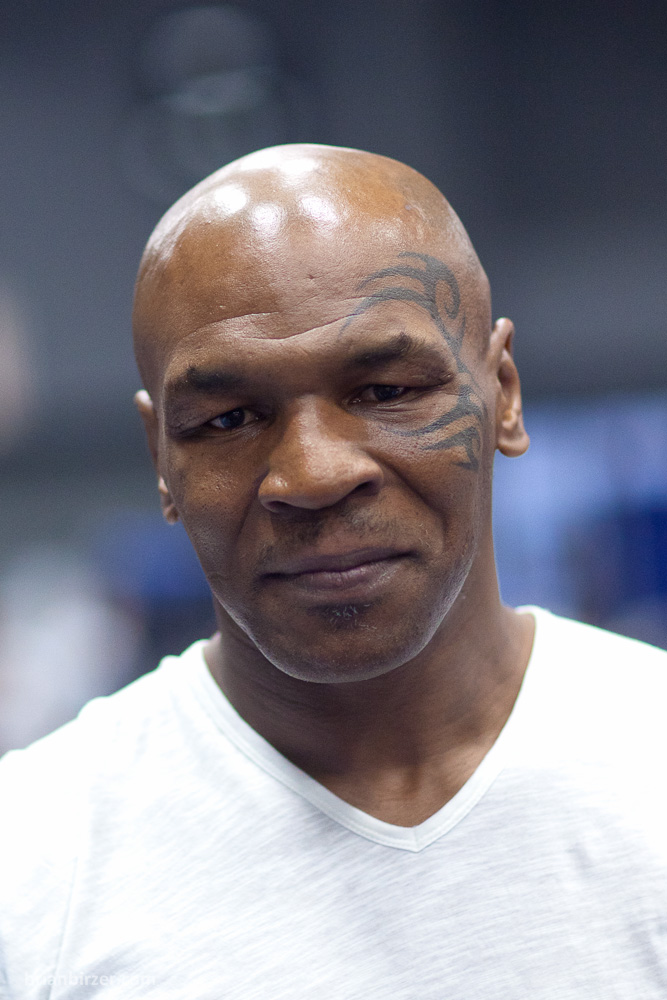
Майк Тайсон — 4-кратный обладатель награды

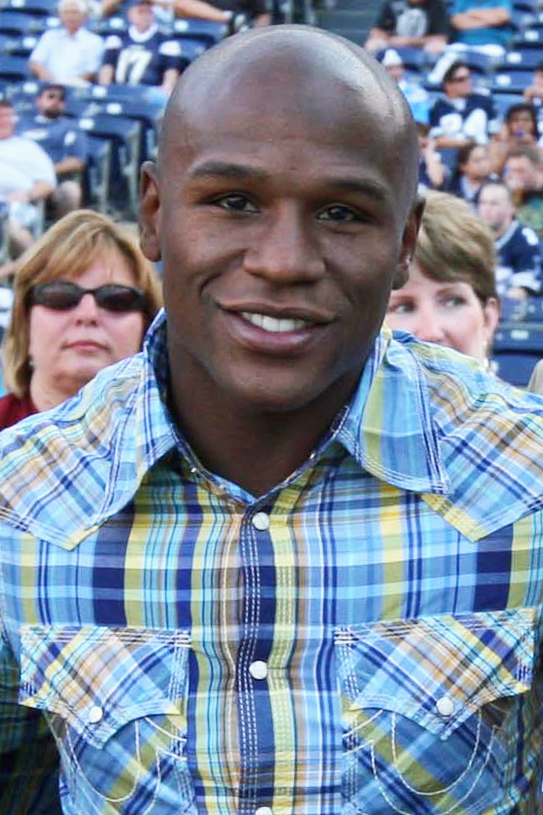
Флойд Мейвезер — 4-кратный обладатель награды

## Обладатели

#### 1990-е
- 1993: Приземление парашютиста в бою Холифилд-Боу 2
- 1994:  Месть: Реванши
- 1995: Возвращение Майка Тайсона
- 1996: Бой Анджея Голоты и Риддика Боу
- 1997: Укус Эвандера Холифилда Майком Тайсоном в реванше
- 1998: Восстановление лицензии Майка Тайсона
- 1999: чемпион IBF обвинения

#### 2000-е
- 2000: Бой Оскар Де Ла Хойя против Шейна Мосли
- 2001: Турнир чемпионов мира в среднем весе
- 2002: Пресс-конференция боя Леннокс Льюис — Майк Тайсон
- 2003: Бой Роя Джонса в тяжёлом весе
- 2004: Выход на пенсию Леннокса Льюиса
- 2005: Сериал Претендент
- 2006: Взвешивание боя Корралес-Кастилло III
- 2007: Бой Оскар Де Ла Хойя против Флойда Мейвезера-младшего
- 2008: Выход на пенсию Флойда Мейвезера-младшего
- 2009: Антонио Маргарито поймали на жульничестве

#### 2010-е
- 2010: Неспособность сделать Пакьяо
- 2011: Бой Мэнни Пакьяо против Хуана Мануэля Маркеса 3
- 2012: Бой Мэнни Пакьяо против Хуана Мануэля Маркеса в 4
- 2013: Бой Флойд Мейвезер — Сауль Альварес
- 2014: Бой Карл Фроч против Джорджа Гроувса 2
- 2015: Бой Флойд Мейвезер — Мэнни Пакьяо
- 2016: Смерть Мохаммеда Али
- 2017: Бой Геннадий Головкин — Сауль Альварес 1
- 2018: HBO прекращает транслировать бокс
- 2019: Бой Энди Руис — Энтони Джошуа II

#### 2020-е
- 2020: COVID-19
- 2021: Бой Энтони Джошуа — Александр Усик
- 2022: Бой Кэти Тейлор против Аманды Серрано
- 2023: Энтони Джошуа — Отто Валлин
- 2024: Александр Усик — Тайсон Фьюри (май 2024)